# Trompete (Wuppertal)
Trompete ist ein Wohnplatz im Wuppertaler Wohnquartier Herbringhausen im Stadtbezirk Langerfeld-Beyenburg.

## Geografie
Trompete liegt östlich der Herbringhauser Talsperre an der Landesstraße 411 auf 301 m ü. NHN auf dem Höhenzug zwischen den Tälern des Herbringhauser Bachs und der Wupper. Östlich liegt der Weiler Spieckern, südlich der Weiler Spieckerlinde und nördlich die Hofschaften Obersondern und Niedersondern.

## Geschichte

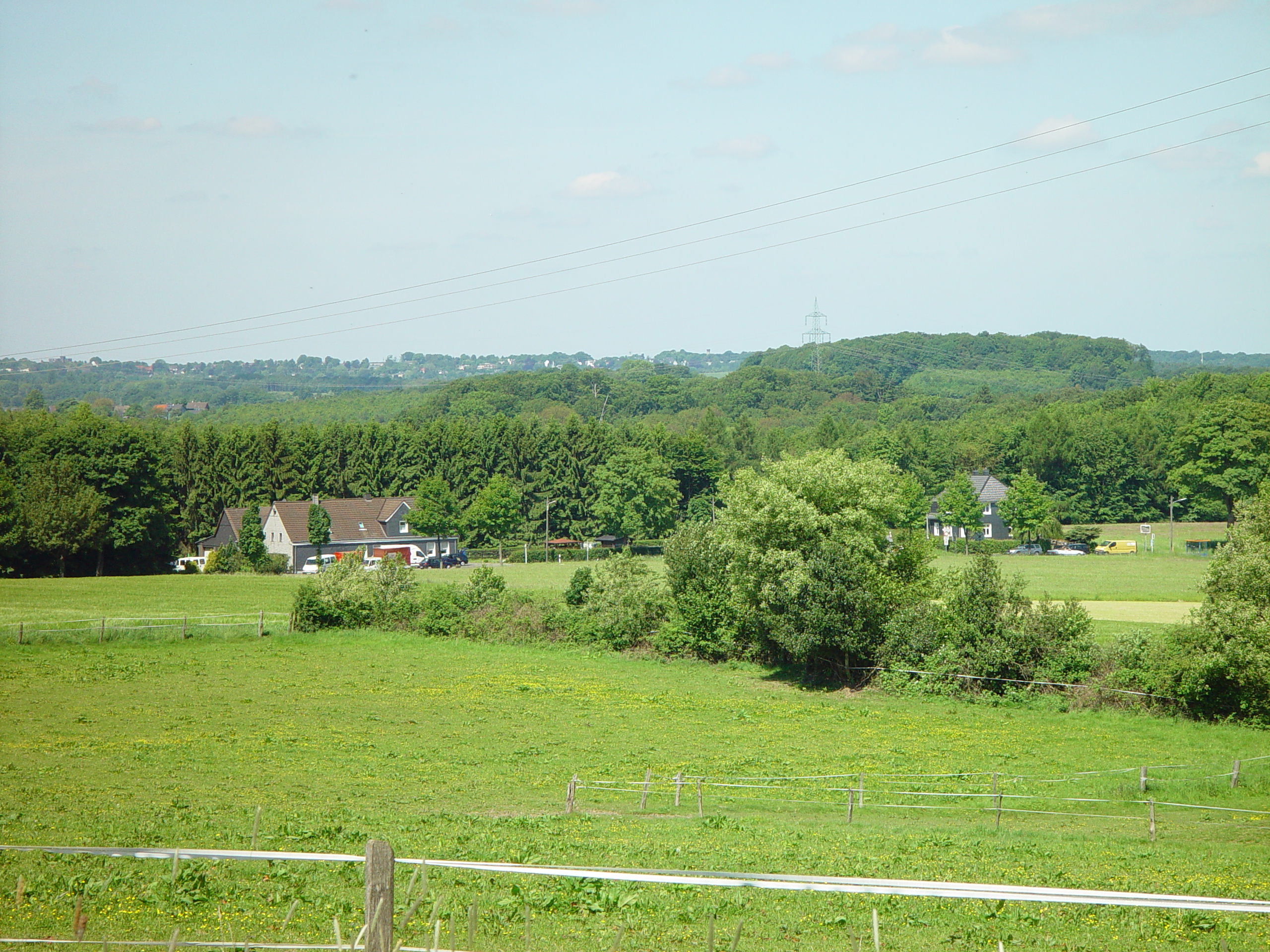
Ansicht von Trompete

1815/16 lebten sieben Einwohner im Ort. 1832 war Trompete weiterhin Teil der Honschaft Walbrecken, die nun der Bürgermeisterei Lüttringhausen angehörte. Der laut der Statistik und Topographie des Regierungsbezirks Düsseldorf als Wirthshaus bezeichnete Ort besaß zu dieser Zeit ein Wohnhaus. Zu dieser Zeit lebten sechs Einwohner im Ort, einer katholischen und fünf evangelischen Glaubens. Im Gemeindelexikon für die Provinz Rheinland von 1888 werden ein Wohnhaus mit sieben Einwohnern angegeben.